# 1065-й артилерійський полк (РФ)
1065-й гвардійський артилерійський Червоного прапора полк (1065 АП, в/ч 62297) — артилерійське формування Повітрянодесантних військ Російської Федерації чисельністю у полк. Входить до складу 98-ї повітрянодесантної дивізії. Дислокується в м. Кострома.

## Історія

### Війна на сході України

##### Іловайськ
Підрозділи 1065 АП брали участь у боях під Іловайськом.
29 серпня 2014 року батарея полку, що займала позиції поблизу урочища Червона поляна, накривала вогнем вихід «північної» колони українських військ іловайського угруповання. Під час бою було знищено 3 вантажівки КаМАЗ полку. Поблизу вантажівок було знайдено документи, що належали військовослужбовцям в/ч 62297. Пакувальний лист до гранатомета з військової частини 62297 був відзнятий російським пропагандистським ресурсом ПолітНавігатор неподалік від Червоної Поляни і перехрестя з розбитими танками 21-ї мотострілецької бригади РФ.
Згідно аналізу авторів проросійського ресурсу LostArmour, українські артилеристи 19-ї ракетної бригади у боях за Іловайськ уразили 26—29 серпня 2014 року щонайменше одну гаубицю Д-30 батареї 1065-го артилерійського полку неподалік села Чумаки.
До 31 липня 2015 званням Героя Росії був відзначений прапорщик полку Микола Копитов (рос. Николай Копытов). Видання костромської телерадіокомпанії «Русь» прокоментувало причину нагородження як «державну таємницю, час розкрити яку ще не настав».

### Вторгнення в Україну, 2022 рік
Полк брав участь у вторгненні Росії в Україну 2022 року.
У лютому — березні 2022 року брав участь у боях за Мощун.
За даними України, 12 вересня 2024 року військовослужбовці полку здійснили обстріл міжнародної місії Червоного Хреста у с. Віролюбівка під час роздачі гуманітарної допомоги. Загинуло троє цивільних осіб.

## Втрати
З відкритих джерел відомо про деякі втрати 1065-го полку:

## Матеріали
- Воздушно-Десантные Войска (ВДВ) // warfare.be (архів)